# Chelidura transsilvanica
Chelidura transsilvanica – gatunek skorka z rodziny skorkowatych i podrodziny Anechurinae.
Gatunek ten opisany został po raz pierwszy w 1932 roku przez Richarda Ebnera pod nazwą Chelidurella transsilvanica, jednak rodzaj Chelidurella został później zsynonimizowany z rodzajem Chelidura, którego polskie nazwy to kikutniczka lub kusokrywka.
Skorek ten ma stosunkowo krępe, wyraźnie rozszerzone pośrodku ciało długości od 10 do 15,5 mm (wraz ze szczypcami od 16 do 18 mm. Ciało ma barwy jasnobrunatnej z rozjaśnionymi brzegami głowy, odnóżami i szczypcami, a według innego źródła ciemnorudobrązowe z brązowymi czułkami i żółtawobrązowymi odnóżami. Duża, nabrzmiała głowa ma wyraźnie zaznaczone szwy, wklęśnięty środek tylnej krawędzi i wyraźne, choć krótsze od skroni oczy. Czułki buduje 13 członów, z których pierwszy jest relatywnie długi, acz nieco krótszy niż rozstaw czułków, drugi kwadratowy, a pozostałe walcowate do prawie walcowatych. Prostokątne w zarysie, silnie poprzeczne przedplecze ma prosto ściętą krawędź przednią, mniej lub bardziej równoległe krawędzie boczne, poprzeczną krawędź tylną i wyraźną bruzdę podłużną przez środek powierzchni. Pod silnie skróconymi pokrywami brak jest skrzydeł tylnej pary. Szeroki, pośrodku rozszerzony odwłok ma tergity od pierwszego do piątego gładkie, przy czym trzeci i czwarty z wyraźnymi podgięciami gruczołowymi, a te od szóstego do dziewiątego punktowane. Ostatni z tergitów jest silnie poprzeczny i niezmodyfikowany. Bardzo szerokie pygidium cechuje wypukły brzeg tylny i większe lub mniejsze guzki po bokach. Przysadki odwłokowe (szczypce) są nieuzbrojone, ale wykazują dymorfizm płciowy. Szczypce samicy są prawie proste, podczas gdy samca łukowato wygięte i dodatkowo lekko załamane. Narządy rozrodcze samca mają bardzo silnie wydłużone wierzchołki paramer zewnętrznych oraz długą, umieszczoną w płacie genitalnym virgę o nierównym, charakterystycznie zakręconym zarysie pęcherzyka nasadowego.
Owad ten jest gatunkiem europejskim. Występuje w Rumunii i zachodniej Ukrainie. Z Polski dotychczas nie został wykazany, lecz jego występowanie jest możliwe w południowo-wschodniej części kraju.